# John Vesey (2e vicomte de Vesci)
John Vesey, 2e vicomte de Vesci (16 février 1771 - 19 octobre 1855) est un homme politique et pair Anglo-Irlandais.

## Biographie

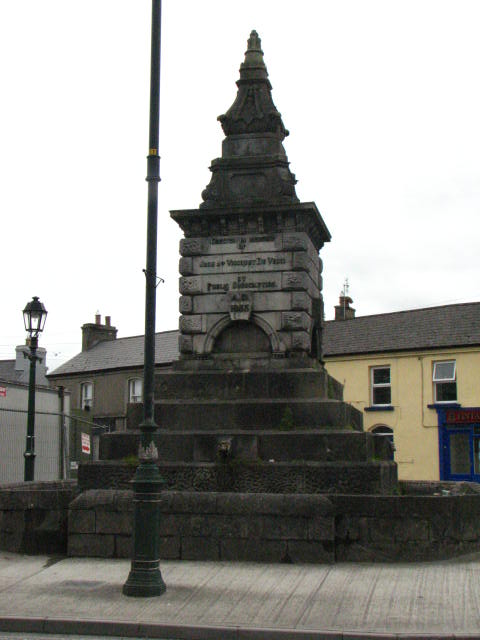
Monument à John Vesey, 2e vicomte de Vesci à Abbeyleix

Vers 1790, Vesey planifie et développe la nouvelle ville d'Abbeyleix parce que la colonie d'origine est sujette à l'inondation de la rivière Nore. L'ancienne colonie est rasée et les habitants déménagent dans la nouvelle ville. Il est un propriétaire compatissant et consciencieux et est extrêmement charitable envers la population locale pendant les années difficiles de famine. Une fontaine à la mémoire de John Vesey se dresse sur la place du marché d'Abbeyleix. Une carte commandée par John Vesey en 1828, montrant les propriétés d'Abbeyleix Manor est découverte après presque 200 ans et a été mise aux enchères en 2016.
Il est le fils de Thomas Vesey (1er vicomte de Vesci) et Selina Elizabeth Brooke. Il est élu à la Chambre des communes irlandaise comme député de Maryborough en 1796, siégeant jusqu'en 1798. Le 13 octobre 1804, il succède à son père. En 1839, il est élu par ses pairs pour siéger à la Chambre des lords britannique comme pair représentant irlandais. De 1831 à sa mort en 1855, il est le premier Lord Lieutenant du comté de Queen's.
Le 25 août 1800, il épouse Frances Letitia Brownlow, la cinquième fille de son grand-oncle, William Brownlow. Il a :
- Thomas Vesey (3e vicomte de Vesci)
- William John (1806-1863)
- Catherine, qui épouse son cousin, le lieutenant-colonel Patrick John Nugent[4]